# Verdi Inlet
Verdi Inlet är en vik i Antarktis. Den ligger i Västantarktis. Chile och Storbritannien gör anspråk på området.